# Groote Gat (Sint Kruis)
Het Groote Gat bij het Nederlandse dorp Sint Kruis is een kreek die is ontstaan door een doorbraak van een zeearm door het Hoogland van Sint Kruis, wat geschiedde ten gevolge van de inundaties tijdens de Tachtigjarige Oorlog.
Achter deze doorbraak ontstond een diepe kolk en hierop komen vier kreken uit, waaronder de Biezenkreek en de Valeiskreek.
Door de aanleg van de Sint-Pietersdijk in 1611 werd dit Groote Gat afgedamd, evenals de meer naar het westen gelegen Goodsvlietkreek.
Ten noorden van de Sint-Pietersdijk komen deze waterwegen weer samen in de Sint Kruiskreek, die uiteindelijk bij Bakkersdam in de Passageule uitkomt.
Aan het Groote Gat vindt men het Toniobosje en een natuurontwikkelingsgebied met de naam Heirweg. De bodem van dit gebied bestaat uit jonge zeeklei. Oorspronkelijk een soortenarm weiland van enkele ha, wil men het omvormen tot een meer afwisselend geheel waarin ook de boomkikker en de kamsalamander zich thuis voelen.